# Église Saint-Loup-de-Sens de Clermont-sur-Lauquet
Pour les articles homonymes, voir Église Saint-Loup.
L'église Saint-Loup-de-Sens de Clermont-sur-Lauquet est une église située en France sur la commune de Clermont-sur-Lauquet, dans le département de l'Aude en région Languedoc-Roussillon.
Elle fait l'objet d'une inscription au titre des monuments historiques depuis le 13 avril 1948.

## Localisation
L'église est située sur la commune de Clermont-sur-Lauquet, dans le département français de l'Aude.

## Historique
L'édifice est inscrit au titre des monuments historiques en 1948.